# Dates
Dates è una serie televisiva britannica, ideata da Bryan Elsley e trasmessa in prima visione su Channel 4 a partire dal 10 giugno 2013.

## Trama
Ambientata a Londra, la serie racconta in ogni episodio il primo appuntamento di due persone conosciutisi su un sito di dating online.

## Episodi
| Stagione       | Episodi | Prima TV UK |
| -------------- | ------- | ----------- |
| Prima stagione | 9       | 2013        |